# Distaeger
Distaeger es un género de langostinos fósiles descrito por primera vez en la biota Luoping del Triásico medio de China. Incluye una única especie, D. prodigiosus. Fue descrito por Schweitzer, Feldmann, Hu, Huang, Zhou, Zhang, Wen y Xie en 2014.